# بريان ب. باتاغليا
بريان ب. باتاغليا (بالإنجليزية: Bryan B. Battaglia)‏ المستشار الأول السابق لرئيس هيئة الأركان المشتركة حيث حلف اليمين في 30 سبتمبر 2011. شغل منصبه حتى 11 ديسمبر 2015 حيث خلفه جون و. تروكسيل.
في هذا المنصب عمل باتاغليا كأحد كبار ضباط الصف في القوات المسلحة الأمريكية والمستشار العسكري الرئيسي لرئيس هيئة الأركان المشتركة الفريق الأول مارتن ديمبسي وجوزيف دانفورد وأمناء الدفاع ليون بانيتا وتشاك هاغيل وآشتون كارتر في جميع المسائل التي تنطوي على التكامل المشترك والمجموع للقوة واستخدام القوة الصحية والتنمية المشتركة للأفراد المجندين والأسر.
قبل هذه المهمة عمل باتاغليا كمستشار أول في قيادة القوات المشتركة الأمريكية تحت قيادة الفريق الأول جيمس ماتيس والفريق الأول ريمون أوديرنو.
ولد باتاغليا في نيو أورليانز في 6 أبريل 1961 وانضم إلى سلاح البحرية في سبتمبر 1979. استكمل التدريب الأساسي ومدرسة تدريب المشاة في مستودع تجنيد سلاح البحرية بسان دييغو. خدم باتاغليا كحارس أمن في ثكنات البحرية في لندن بإنجلترا في القوات الجوية في سانت موغان.
تم ترقيته إلى عريف في نوفمبر 1981 وتم نقله إلى المجموعة الأولى، الكتيبة الثالثة، مشاة البحرية السادسة كقائد فريق مشاة النار. استكمل مدرسة قادة الفرق ومدرسة معلمو البقاء في المياه ومدرسة الدفاع النووية والبيولوجية والكيميائية وأعيد تعيينه كقائد فرقة. تمت ترقيته في 2 أكتوبر 1982 ونقل إلى فصيلة الأسلحة كقائد مدفع الهاون 60 مم. استكمل عمليات النشر المختلفة في فبراير 1984 حيث نقل إلى جزيرة باريز وهو مسؤول عن التدريب كمدرب تدريب معين في المجموعة الأولى وكتيبة التدريب الثالثة للتوظيف ووحدة التدريب الميداني.
في يونيو 1986 عاد إلى المجموعة ك، الكتيبة الثالثة، مشاة البحرية السادسة كرقيب فصيلة وأكمل مختلف أسطول القوات البرية ووحدات نشر الأسطول السادس وفي أكتوبر 1987 حضر الدورة التدريبية لكبار ضباط الصف للعمل مخطط وظيفي للفوج البحري 2د.
في يناير 1990 نقل إلى النرويج ثم نقل إلى جنوب غرب آسيا في في أغسطس 1990. تمت ترقيته إلى رقيب المدفعية في 2 ديسمبر 1990 وعند عودته من حرب الخليج الثانية في أبريل 1991 أنهى دورة سنكو المتقدمة في مدرسة المظليين المحمولة جوا وتولي واجبات رقيب مجموعة مدفعية. في مارس 1993 نقل إلى المملكة المتحدة إلى برنامج التبادل البحري الملكي البريطاني حيث أنهى دورة كوماندو المارينز الملكية وخدم في مركز تدريب الكوماندوز في ليمبستون بإنكلترا.
في يوليو 1995 نقل الرقيب الأول باتاغليا إلى فريق دعم الخدمة التابع للقوة مع كتيبة المقر وفي أكتوبر 1996 نقل مع الكتيبة الأولى، مشاة البحرية السادسة إلى كوبا دعما لقوة العمل المشتركة 160. عاد في ديسمبر 1995 ليعاد تكليفه بصفته الرقيب الأول بفريق دعم خدمات وحدة المشاة البحرية 26 في الفترة من أبريل 1996 إلى يوليو 1998.
تمت ترقيته إلى مساعد أول ونقل إلى جناح الطائرات البحرية 2د وتم تعيينه في سرب النقل البحري الجوي في ريفويلر 252. في سبتمبر 2001 تولى مهامه كمساعد أول كتيبة، كتيبة تدريب الأسلحة، كوانتيكو ثم أرسل إلى واشنطن العاصمة من 2002 إلى 2004. نقل في وقت لاحق إلى شعبة البحرية الثانية وعمل كمساعد أول ثامن للمارينز وفريق الجنود القتالي 8 خلال عملية حرية العراق من نوفمبر 2004 إلى مايو 2006.
في 9 يونيو 2006 تولى مهامه كمساعد أول في شعبة البحرية الثانية والقوات المتعددة الجنسيات في غرب العراق من فبراير 2007 إلى فبراير 2008. في مارس 2008 نقل إلى نورفولك حيث تولى مهامه بصفته قائد القيادة العليا للقيادة الأمريكية المشتركة للقيادة من أبريل 2008 إلى أغسطس 2011.
تقاعد باتاغليا بشرف من مشاة البحرية الأمريكية في 31 أغسطس 2016 بعد أن خدم أكثر من 36 عام ونصف العام من الخدمة النشطة.